# Bavorský válečný archiv
Bavorský válečný archiv (německy Bayerisches Kriegsarchiv) v Mnichově je archiv v Bavorsku v Německu, uchovávající dokumentu týkající se bavorské vojenské historie. Jedná se o odloučená pracoviště (Abteilung IV) Bavorského státního archivu.

## Historie
Základem fondu Bavorského válečného archivu je tzv. Alte Bestand (akta ze 17. století). Od roku 1866 byly skladovány v říšském archivu. Roku 1885 byl založen válečný archiv, jako instituce podřízená generálnímu štábu. Hlavním úkolem archivu bylo vypracovat kompletní historii bavorské armády. Mezi léty 1920 a 1933 byl archiv podřízen tzv. Auswärtiges Amt (ministerstvu zahraničních věcí). Následně byl archiv převeden pod působnost Bavorského úřadu předsedy vlády. Roku 1937 začal být archiv spravován říšským archivem a byl přejmenován na Heeresarchiv München. V roce 1946 byla instituce definitivně přeřazena do správy Bavorského státního archivu. Od roku 1949 byly do archivu přesunuty také dokumenty týkajících se válečných ztrát a hrobů.

## Úkoly archivu
Původním cílem bylo zmapovat historii bavorské armády. Tento úkol byl plněn do roku 1935. Celkem vzniklo osm svazků, které popisovali armádní dějiny po rok 1917. Mezi léty 1882 a 1925 byl vydáván také časopis s tématem dějin bavorské armády. Od roku 1921 byla vydána knižní řada Erinnerungsblätter deutscher Regimenter čítající skoro 100 knih s historickými příběhy bavorské armády během první světové války.

Dnes je úkolem archivu poskytování zdrojů s tématem německé vojenské historie pro další bádání v tomto oboru. Díky rozsáhlému fondu slouží Bavorský válečný archiv i jiným institucím, které se zabývají studiem bavorské historie.

## Fond
Fond archiv je členěn na následující obory:
- Altbestand (od třicetileté války po rok 1914)
- vojenské úřady od 17. století do první světové války (Bavorské ministerstvo války či vojenské vzdělávací instituce)
- akta oddílů první světové války[2]
- další instituce bavorské armády (Bavorská státní policie, Freikorps, …)
- osobní akta
- rukopisy a pozůstalosti
- mapy, plány a obrázky
- fotografie (v rozsahu přibližně 500 tisíc)
- knihy (v rozsahu přibližně 28 tisíc)

## Sídlo
Bavorský válečný archiv se nachází v mnichovské městské části Neuhausen-Nymphenburg. Jedná se o dvoupodlažní budovu z pálených cihel s valbovou střechou z roku 1928. K archivu také patří přiléhající trojpatrová budova s cihlovou fasádou a sedlovou střechou, postavená kolem roku 1890. Obě budovy jsou památkově chráněny.

V zahradě rostou staré ovocné stromy. Zahrada je v majetku města a je veřejnosti běžně přístupná.

## Galerie

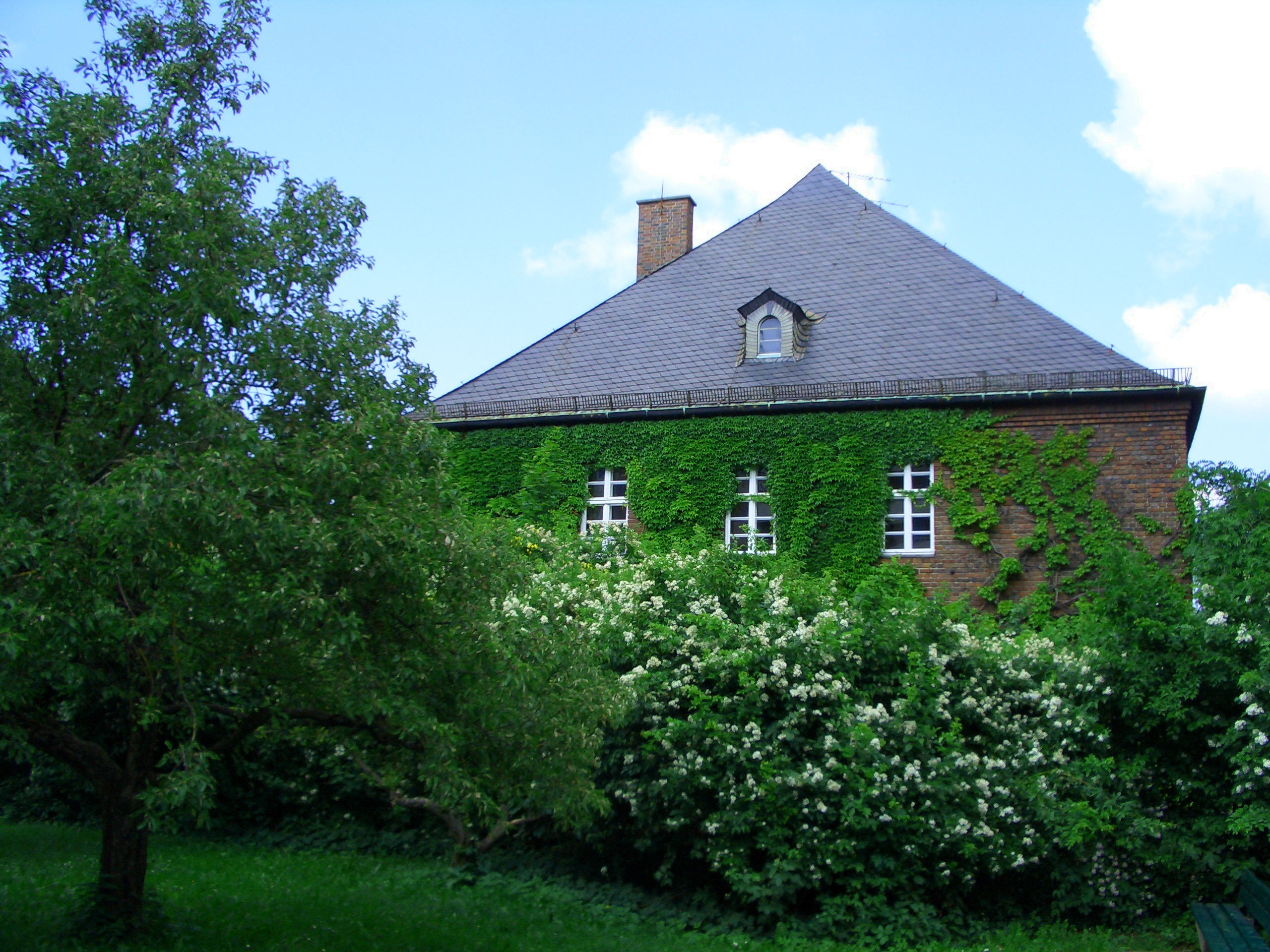
Zahrada za budovou archivu
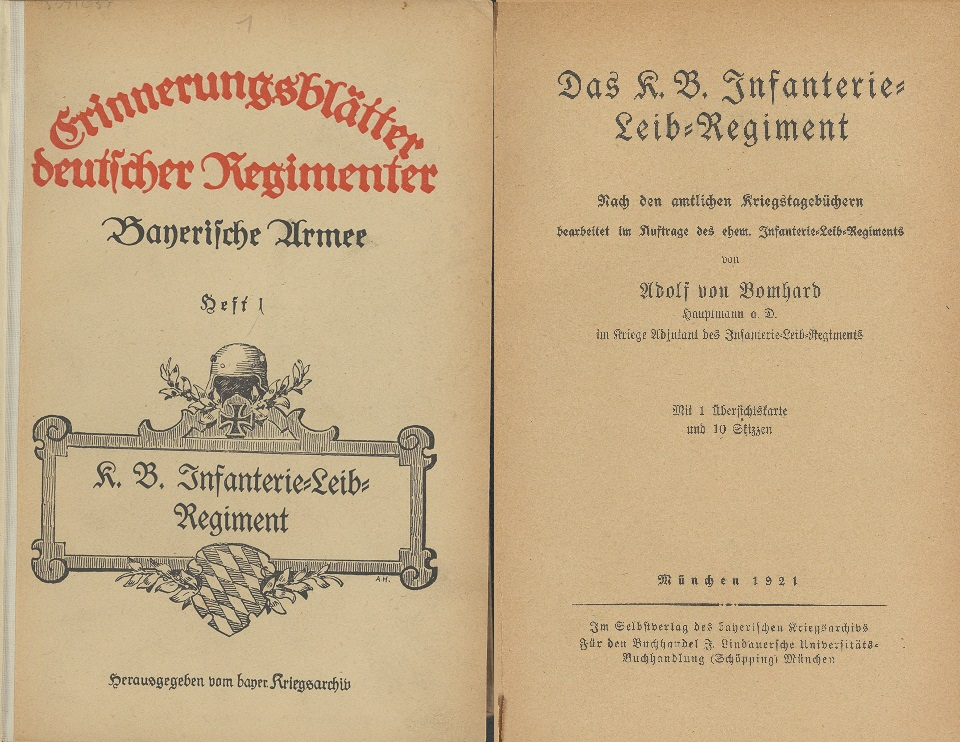
Erinnerungsblätter deutscher Regimenter
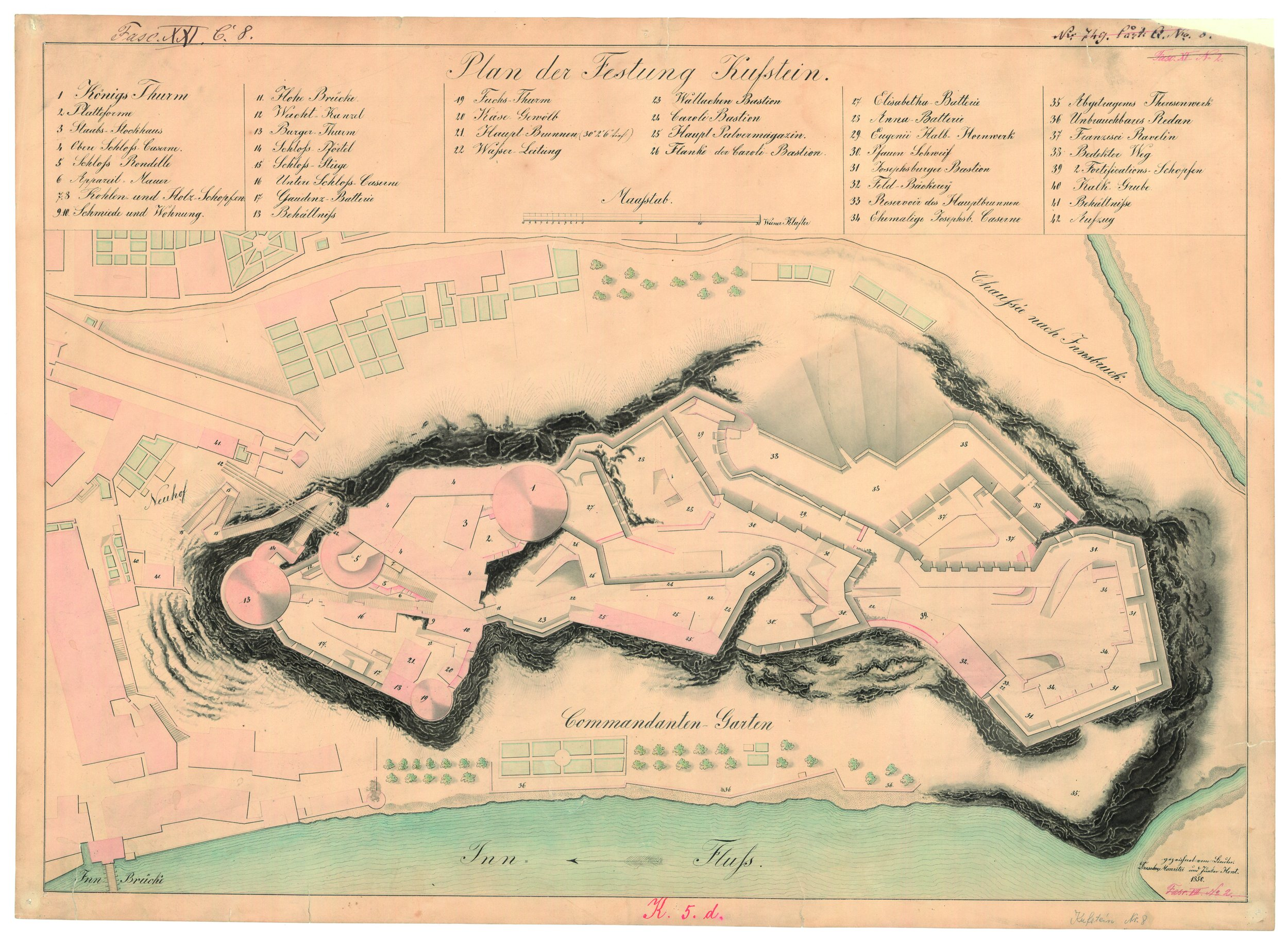
Plán pevnosti Kufstein (příklad archiválie)